# Gildaldo Bassi
Gildaldo Bassi (Mandrio di Correggio, 1º maggio 1852 – Correggio, 19 marzo 1932) è stato un fotografo e militante socialista italiano.

## Biografia
Gildaldo Medardo Bassi, detto anche Paolo, nacque il 1º maggio 1852 a Mandrio, frazione di Correggio. Era il secondogenito di Domenico, fabbro, e Agata Brunetti, «possidente».
Fu fotografo molto dotato, si impegnò in politica e svolse attività pubblicistica con corrispondenze da Correggio per La Giustizia di Camillo Prampolini – “apostolo del Socialismo”, di cui fu amico e ritrattista – e come responsabile del periodico La fiaccola, creato nel 1892 dai socialisti correggesi.
Poco si sa della sua formazione scolastica: a giudicare da come scriveva, e dall'impegno per diffondere la lettura, raggiunse comunque un certo livello di istruzione e di cultura.
Maturò ben presto idee progressiste, simpatizzando per il movimento anarchico prima di passare, da attivista, al socialismo: c'è chi fa risalire la nascita delle sue convinzioni ideologiche a un episodio della fanciullezza, quando – il 27 settembre 1859, dunque all'età di 7 anni – era fra i correggesi che salutavano festanti Giuseppe Garibaldi affacciarsi dall'Albergo della Posta, nella piazza dove il Bassi avrebbe poi preso casa e aperto studio.
Conobbe Andrea Costa e altri esponenti della nascente sinistra italiana, partecipando a vari congressi politici, alcuni dei quali immortalati con la sua macchina fotografica: come quello del 1893 a Reggio Emilia, quando venne fondato il Partito Socialista dei Lavoratori Italiani.
Per le sue idee aveva subìto arresti e persecuzioni già ventenne, motivo per cui sarebbe riparato in Sud America; ma di quel periodo (dal 1874 al 1878 circa) nulla si sa: dove e come emigrò, come visse, chi frequentò.
Al ritorno a Correggio subì di nuovo perquisizioni quando aveva ormai aderito, da militante, al nascente movimento socialista, e pare sia stato arrestato nel 1898 in occasione dei moti di Milano.
Nel 1882 intanto aveva sposato, in municipio, una correggese di umili origini, Domenica Bassoli, dalla quale ebbe una sola figlia.
Dal 1898 al 1906 vissero a Reggio Emilia, dove lui aveva aperto anche un secondo studio, per poi cessare l'attività e trasferirsi a Venezia e Mestre (1907-1916).
Tornati a Correggio, dovettero allontanarsi di nuovo nella primavera 1924, a causa del fascismo: andarono a Gavirate (VA), da dove il Bassi farà ritorno, molto malato, solo nel novembre 1931, pochi mesi prima della morte, avvenuta nella sua Correggio il 19 marzo 1932, quando aveva quasi ottant'anni.

## L'attività
Pare abbia imparato a fotografare durante l'esilio sudamericano: così almeno faceva intendere – «Gildaldo Bassi, fotografo tornato dall'America » – nella carta intestata e nel materiale pubblicitario che usava con metodo e mentalità da XX secolo.
Fu attivo in Emilia-Romagna di sicuro dal 1879 al 1902, anno in cui chiuse l'ultimo atelier: gli vengono tuttavia attribuite foto anche dopo questa data.
Realizzò molti ritratti, ma fotografò anche scolaresche, chiese, edifici rurali e manifestazioni politiche, comizi, inaugurazioni di cooperative e altro.
Della sua produzione sterminata si conoscono oggi circa 200 immagini (spesso d'incerta datazione e con persone non più note), ma ciò non significa che tutto il resto sia andato perduto: più semplicemente, è assai probabile che altro materiale sia dimenticato da qualche parte, o che gli attuali possessori non sappiano che sia opera sua.
Bassi aveva iniziato come artigiano ambulante, con uno studio mobile: un vagone ligneo a traino equino, sulla cui fiancata campeggiava la scritta « Fotografia viaggiante », grazie al quale portava la propria arte di borgo in borgo. Poi aprì uno studio a Correggio, e un secondo a Reggio, mantenendoli in funzione entrambe per qualche anno.
Fra i suoi lavori più famosi e apprezzati, ripresa in varie pubblicazioni, la serie di vedute della sua città: 41 fotografie scattate nel 1879-1880, poi vendute al Comune di Correggio, che le conserva ora nel Museo Civico, dove sono state esposte all'inizio del 2013, dopo molti anni, in una mostra comparata.

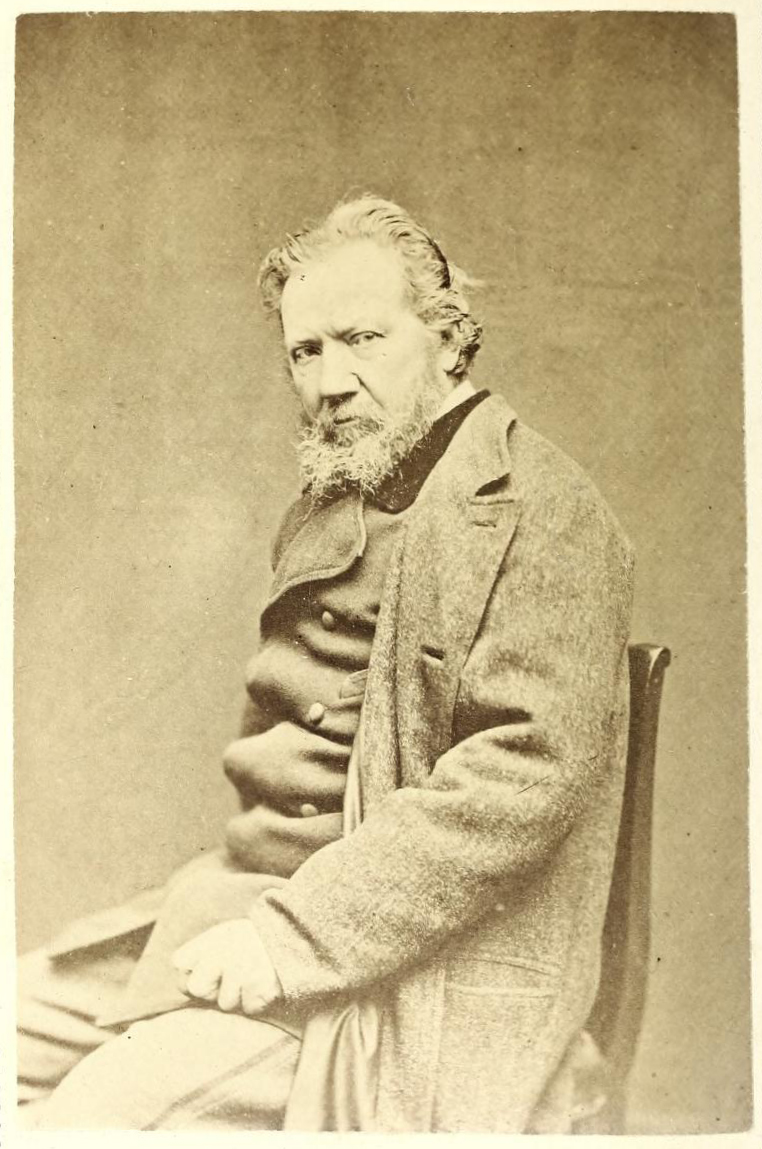
Vincenzo Vela, ritratto fotografico da Gildado Bassi (1880).

Si tratta di un vero e proprio reportage per immagini, nelle vie del centro storico, fra edifici poi scomparsi (le mura, le porte, la Rocchetta) e scorci di vita quotidiana. Fotografie realizzate con lastre di vetro, verosimilmente con la tecnica del collodio umido, poi stampate per contatto e autografate una a una sul fronte ( « G. Bassi Fot. – Correggio »), spesso in punti originali come l'ombra di un albero, il voltone di un portale, un mucchio di paglia.
Sue foto delle piazze correggesi pare siano state inviate allo scultore ticinese Vincenzo Vela per favorirne il lavoro preparatorio del monumento al pittore Antonio Allegri, detto il Correggio, poi inaugurato il 17 ottobre 1880 in piazza San Quirino – avvenimento a sua volta immortalato dal Bassi, che fece anche un suggestivo ritratto in posa al Vela. 
A parte la citata raccolta del Museo correggese e delle foto in collezioni pubbliche o private, di Gildaldo Bassi nulla è rimasto: né attrezzatture né alcun altro cimelio, perché non ebbe nipoti dalla figlia e anche da parte del fratello la discendenza risulta estinta.